# Pleșeni
Pleșeni è un comune della Moldavia situato nel distretto di Cantemir, di 3.115 abitanti al censimento del 2004.

## Località
Il comune è formato dall'insieme delle seguenti località: (popolazione 2004)
- Pleșeni (1.199 abitanti)
- Hănăseni (1.611 abitanti)
- Tătărășeni (305 abitanti)